# Igreja de Santa Maria (Vila Boa do Bispo)
A Igreja de Santa Maria, também referida como Mosteiro de Santa Maria de Vila Boa do Bispo, Igreja Paroquial de Vila Boa do Bispo ou Quinta do Mosteiro, é um antigo mosteiro localizado em Vila Boa do Bispo, no Município de Marco de Canaveses.
A Igreja de Santa Maria  é parte integrante do mosteiro erguido no ano de 990 na zona de Valboa para comemorar uma guerra ganha contra os mouros nesse local. Aí se instalaram os cónegos regrantes de Santo Agostinho tendo mais tarde passado para o domínio dos franciscanos. 
Em 1977, o Mosteiro de Vila Boa do Bispo foi classificado como Monumento Nacional. É parte integrante da Rota do Românico desde 2010, recebendo anualmente milhares de visitantes interessados na grandeza histórica e artística que o passado deixou para a posterioridade reunindo uma série de alterações ao longo do tempo é notável a influência deste edifício na administração política e religiosa da região que remonta a sua existência ainda antes da fundação de Portugal como reino independente.

## Igreja
Atualmente a igreja é um local de culto para a paróquia de Santa Maria de Vila Boa do Bispo tendo como padroeira Santa Maria que é venerada a 15 de agosto como Senhora da Assunção.
A igreja tem uma enorme ligação para a paróquia que tem realizado ao longo do tempo vários esforços na medida de contribuir para a preservação da mesma para as gerações seguintes.
A igreja possui uma combinação do antigo com o moderno aliando as características românicas e barrocas que ornam o revestimento do edifício com elementos práticos de culto introduzidos na última grande intervenção realizada entre 2005 e 2009 onde se destaca o altar-mor todo ele modificado. 

## História
Referido na documentação dos séculos XI e XII como Mosteiro de Santa Maria de Vila Boa, este cenóbio estava já ligado aos Cónegos Regrantes de Santo Agostinho em meados do século XII. 
Segundo a tradição, a casa monacal foi fundada entre 990 e 1022, por D. Sisnando, bispo do Porto (entre 1049 e 1085) e irmão de D. Monio Viegas, no lugar onde terá decorrido a legendária batalha entre cristãos e muçulmanos, como refere a Crónica dos cónegos agostinianos.
Desde as suas origens que este Mosteiro se liga à linhagem dos Gascos de Ribadouro, família nobre que alcançou grande influência na época. Senhores de um grande número de mosteiros estrategicamente posicionados ao longo dos afluentes do Douro, em ambas as margens e nos percursos da Reconquista, estes senhores controlavam assim uma ampla área geográfica a norte e a sul desse rio. 
De aludir que o território em causa apresentava condições favoráveis à vida monástica: acidentado, era pouco frequentado por viajantes e fora recentemente arroteado e repovoado por uma população que, nos séculos seguintes, se mostrou bem enraizada. 
Durante algum tempo, identificam-se membros da estirpe dos Gascos, diretos descendentes deles, na posse de haveres em Vila Boa do Bispo ou no território da atual freguesia. 
A sua importância foi tal que chegou a receber carta de couto de D. Afonso Henriques em 1141 e foram-lhe concedidos privilégios especiais pelos pontífices da época: os priores do Mosteiro podiam usar mitra (Breve de Lúcio II, 1144) e receberam a distinção do uso do báculo (Bula de Anastácio IV, 1153). 
Nos séculos XIII e XIV era Vila Boa do Bispo um dos mais ricos e poderosos Mosteiros da região. No século XVI passou para a gestão dos Comendadores e na centúria seguinte as Crónicas enalteciam de forma laudatória a importância da lenda que se liga à fundação desta casa monástica. 
É, pois, neste contexto que a Igreja românica vestiu uma nova roupagem. Conforme indicam as várias cartelas estrategicamente colocadas no interior do edifício, as principais transformações ocorreram entre 1599 e 1686.

## Período Barroco

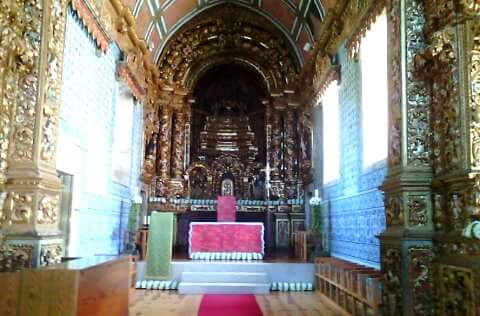
Capela-mor da Igreja de Santa Maria de Vila Boa do Bispo

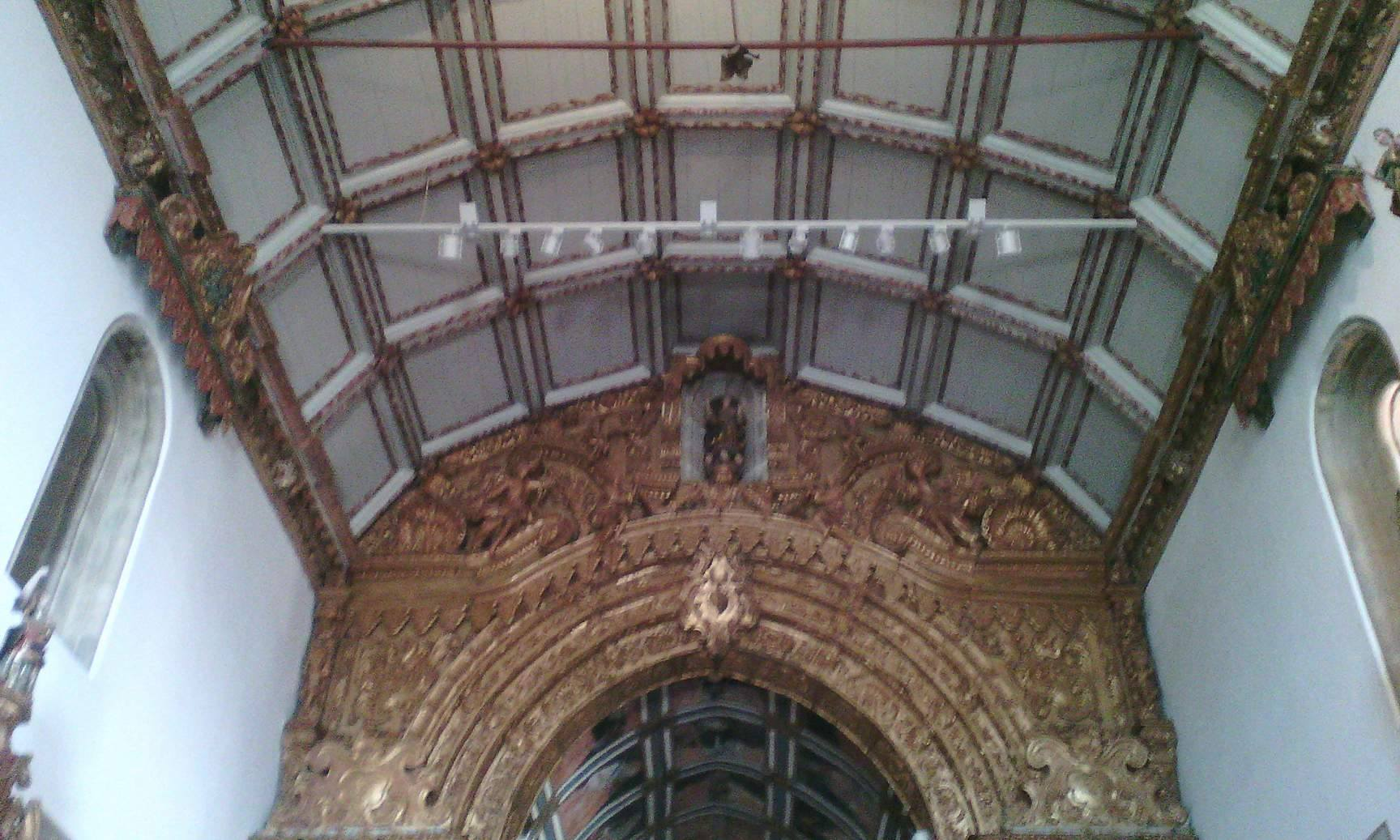
Pormenor da talha dourada e de Santa Maria na nave central da igreja

Na capela-mor respira-se barroco. O revestimento azulejar, em azul-cobalto sobre branco, nas paredes laterais conjuga a composição de figura avulsa no registo superior com uma elaborada composição de motivos florais em jarrões, ladeadas por figuras femininas híbridas, com cercadura de folhas contorcidas. O retábulo-mor foi composto dentro do gosto do barroco nacional. 
Na nave impera a pintura de trompe-l’oeil, seja com marmoreados (porta da sacristia, púlpito e arco de sustentação do coro) ou com decoração cenográfica. 
Na Capela do Santíssimo Sacramento abundam elementos arquitetónicos fingidos e a comum ornamentação floral com elementos brutescos ao gosto da celebração barroca. 
Os retábulos colaterais, em estilo nacional, evocam o Santo Cristo e a Virgem do Rosário, e o lateral, na nave do lado esquerdo, a Virgem da Assunção. 
Um extravagante varandim com balaustrada com falsos marmoreados, no lado esquerdo da nave, mostra uma base decorada com chinoiserie. É suportado por um atlante sobre uma meia-concha. 
Destaque para o acervo de tumulária que subsiste, tanto no interior como no exterior da Igreja e que aponta para sepultamentos ao longo dos séculos XIII e XIV.

## Cronologia
- 990-1022 - Segundo a tradição, foi fundado o Mosteiro de Vila Boa do Bispo por D. Sisnando, irmão de Monio Viegas;
- 1012 - Refere-se o Monasterio S. Mariae Villaebonae;
- 1022 - Data contida na inscrição funerária de D. Monio Viegas e de dois dos seus filhos, D. Egas Moniz e D. Gomes Moniz, gravada numa tampa de sarcófago no claustro do Mosteiro de Vila Boa do Bispo;
- 1120 - Documenta-se o Monasterium… de Villa Noua [sic] episcopi;
- 1141, fevereiro, 12 - O Mosteiro de Vila Boa do Bispo, ou mais concretamente, o prior D. Egas, seu irmão D. Monio e seus frades, receberam carta de couto outorgada por D. Afonso Henriques;
- 1142 - O bispo do Porto, D. Pedro Rabaldis (1138-1145) visita a capela onde D. Sisnando estaria sepultado, mandando posteriormente transferir o seu túmulo para o Mosteiro de Vila Boa [do Bispo];
- 1143 - Já há notícias da presença dos Cónegos Regrantes de Santo Agostinho em Vila Boa do Bispo;
- 1144 - Por Breve do Papa Lúcio II (1144-1145) foi feita mercê aos priores do Mosteiro de poderem usar mitra;
- 1153 - Por Bula do Papa Anastácio IV (1153-1154), os priores receberam ainda a distinção do uso do báculo;

Séculos XII-XIII - Cronologia dos testemunhos românicos remanescentes em Vila Boa do Bispo;
- 1297 - Papa Bonifácio VIII (1294-1303) fez expressa confirmação da Regra de Santo Agostinho no Mosteiro de Vila Boa do Bispo;

Século XIII - O Mosteiro de Vila Boa do Bispo detinha muitos casais e padroados em diversas freguesias da região;
Século XIV - Conceção do túmulo de D. Salvado Pires;
- 1320 - O Mosteiro de Vila Boa do Bispo surge taxado em 1500 libras;
- 1348, novembro, 25 - Inscrição gravada no túmulo de D. Nicolau Martins, prior do Mosteiro;
- 1362 - Os túmulos de D. Júrio Geraldes e de D. Nicolau Martins foram encomendados pelo primeiro, depois desta data, a uma mesma oficina;
- 1381, janeiro, 30 - Inscrição funerária gravada na secção lateral da tampa do túmulo de D. Júrio Geraldes, Corregedor de D. Fernando (1387-1383) no Entre-Douro-e-Minho;
- 1475 - Começa a apresentação de abades comendatários em Vila Boa do Bispo;
- 1593 - O Mosteiro de Vila Boa do Bispo é integrado na Congregação de Santa Cruz em Coimbra;
- 1599-1686 - Datas extremas das várias cartelas colocadas no interior do edifício e que testemunham a grande campanha de

transformação deste durante a Época Moderna;
- 1605 - Aplicou-se reforma ao cenóbio de Vila Boa do Bispo;

Século XVII - (2.ª metade) - Transformação da fábrica românica de Vila Boa do Bispo;
- 1650-60 - Campanha azulejar do batistério;
- 1686 - Possível edificação da sacristia, abrindo-se para o efeito uma porta de acesso na capela-mor, devidamente identificada sobre a ombreira;

Século XVIII - (1.ª metade) - Com base nos elementos estilísticos, cronologia da intervenção de barroquização do interior da Igreja;
- 1727 - Data inscrita no lavatório da sacristia;
- 1740 - Campanha azulejar da capela-mor;
- 1758 - Conforme indiciam os dados facultados pelas Memórias Paroquiais, o edifício de Vila Boa do Bispo já apresentaria um aspeto idêntico ao que hoje conhecemos;

- 1882-1888 - Obras de apeamento e reconstrução da torre;
- 1886, novembro, 16 - Projeto das escadas interiores torneando as paredes da torre;
- 1977 - Classificação da Igreja (e túmulos) de Vila Boa do Bispo como Monumento Nacional e da área do antigo Mosteiro como Imóvel de Interesse Público;
- 1997 (depois de) - Reposição dos rebocos nos paramentos interiores e exteriores da Igreja;
- 2010 - O Mosteiro de Vila Boa do Bispo passa a integrar a Rota do Românico;
- 2012 - Intervenção de conservação da abóbada da capela-mor, pondo a descoberto a pintura mural seiscentista após a remoção dos caixotões existentes.